# Maria Chapdelaine (film, 2021)
Pour les articles homonymes, voir Maria Chapdelaine (homonymie).
Pour plus de détails, voir Fiche technique et Distribution.
Maria Chapdelaine est un drame historique québécois écrit et réalisé par Sébastien Pilote et sorti en 2021. Le film, tourné entièrement dans la région du Lac Saint-Jean en mars 2020 et en août 2021, est une nouvelle adaptation du roman du même nom, écrit par Louis Hémon en 1913.

## Production
Il s'agit du quatrième long-métrage du cinéaste, ainsi que la quatrième adaptation cinématographique du roman. Le film est produit par Pierre Even avec sa boite de production Item 7 et Sylvain Proulx de Multipix. Le distributeur canadien MK2 Mile End a annoncé la sortie en salle pour le 24 septembre 2021. 
Le film a sa première mondiale au Festival international du film de Toronto (TIFF), du 9 au 18 septembre 2021.

## Impact
En novembre 2020, la Bibliothèque québécoise a profité de la sortie du film pour rééditer et publier le roman de Louis Hémon avec en couverture une des sept affiches du film de Sébastien Pilote. 
L'histoire de Maria Chapdelaine se déroule au Nord-Est du Lac Saint-Jean dans les villages de Péribonka et de Sainte-Monique de Honfleur (nommé seulement Honfleur dans le film).

## Synopsis
Une jeune femme de 17 ans du Québec rural doit décider de son avenir en choisissant l'un des trois prétendants.

## Fiche technique
- Titre original : Maria Chapdelaine
- Réalisation : Sébastien Pilote
- Scénario : Sébastien Pilote
- Musique originale : Philippe Brault (en)
- Direction artistique : Jean Babin
- Costumes : Francesca Chamberland
- Maquillage : Djina Caron (en)
- Coiffure : Martin Lapointe
- Photographie : Michel La Veaux
- Son : Gilles Corbeil, Olivier Calvert, Stéphane Bergeron, Bernard Gariépy Strobl
- Montage : Richard Comeau
- Production : Pierre Even, Sylvain Proulx
- Production déléguée : Yanick Savard
- Production associée: Paul-E. Audet, Jeannette Garcia
- Sociétés de production : Item 7, Multipix
- Société de distribution : MK2 Mile End
- Budget : 7 millions $ CA
- Pays de production :  Canada
- Langue originale : français
- Format : couleur
- Genre : drame
- Durée : 158 minutes
- Dates de sortie :
  - Canada : 8 septembre 2021 (première à Dolbeau-Mistassini au Saguenay–Lac-Saint-Jean)[5] ; 24 septembre 2021 (sortie en salle au Québec)
- Classification :
  - Québec : Visa général[6]

## Distribution
- Sara Montpetit : Maria Chapdelaine
- Sébastien Ricard : Samuel Chapdelaine
- Hélène Florent : Laura Chapdelaine
- Antoine Olivier Pilon : Eutrope Gagnon
- Émile Schneider : François Paradis
- Robert Naylor : Lorenzo Surprenant
- Martin Dubreuil : Edwige Légaré
- Danny Gilmore : le curé de St-Henri-de-Taillon
- Gabriel Arcand : le docteur
- Gilbert Sicotte : Ephrem Surprenant
- Arno Lemay : Tit'Bé Chapdelaine
- Charlotte St-Martin : Alma-Rose Chapdelaine
- Thomas Haché : Télésphore Chapdelaine
- Henri Picard : Esdras Chapdelaine
- Xavier Rivard-Désy : Da'Bé Chapdelaine

## Distinctions

### Récompenses
- Prix Écrans canadiens 2022
  - meilleures coiffures : Martin Lapointe
- Prix Iris 2022 au 24e gala Québec Cinéma
  - meilleure actrice de soutien : Hélène Florent
  - révélation de l'année : Sara Montpetit
  - meilleurs costumes : Francesca Chamberland
  - meilleure coiffure : Martin Lapointe

### Nominations
- Prix Écrans canadiens 2022
  - meilleurs maquillages : Djina Caron (en)
  - meilleure direction artistique : Jean Babin
  - meilleurs costumes : Francesca Chamberland
- Prix Iris 2022 au 24e gala Québec Cinéma
  - meilleur film : Pierre Even (Item 7) et Sylvain Proulx (Multipix)
  - meilleure réalisation : Sébastien Pilote
  - meilleur acteur de soutien : Émile Schneider
  - meilleur acteur de soutien : Martin Dubreuil
  - meilleure distribution des rôles : Pierre Pageau, Daniel Poisson (GrosPlan)
  - meilleure direction artistique : Jean Babin
  - meilleure direction de la photographie : Michel La Veaux
  - meilleur son : Gilles Corbeil, Olivier Calvert, Stéphane Bergeron, Bernard Gariépy Strobl
  - meilleurs effets visuels : Jean-François « Jafaz » Ferland et Marie-Claude Lafontaine (Alchimie 24)
  - meilleure musique originale : Philippe Brault (en)
  - meilleur maquillage : Djina Caron (en)
  - Prix du public